# NGC 6102
NGC 6102 este o galaxie spirală situată în constelația Coroana Boreală. A fost descoperită în 24 iunie 1864 de către Albert Marth. Se află la o distanță de 110,62 megaparseci de Pământ.